# Ана Всеволодовна Кијевска
Ана (Јанка) Всеволодовна (рус. Анна (Янка) Всеволодовна, укр. Анна (Янка) Всеволодівна; умрла 3. новембра 1112), била је руска принцеза и монахиња, позната по томе што је увела школе за девојчице у Кијевској Русији.
Била је ћерка великог кнеза Всеволода I Кијевског и византијске принцезе Анастасије Мономах. Била је верена за византијског принца Константина Дуку 1074.  Брак се никада није остварио, пошто је Константин Дука био приморан да се замонаши 1081. и умро је 1082. пре него што су се венчали.
Ана је 1089. водила посланство у Византију са циљем да изабере новог митрополита Русије. Током боравка у Цариграду била је импресионирана научним учењем у Византији, у то време културном и просветном центру, а по повратку у Русију увела је иновацију отварајући школе за жене. Пошто њен намеравани византијски брак није реализован, остала је неудата, и уместо тога основала је женски манастир по имену Јанкиније. Замонашила се и покренула школу за девојке. 
Њена манастирска школа била је прва школа за девојке у Русији. Она је сама организовала школу, бирајући учитељице, услове и наставни план и програм, нудећи „превијање, шивање и друге корисне занате“, попут реторике и певања. Њена иновација је увела византијску традицију образовања за жене више класе у Кијевској Русији, а током 12. и 13. века, манастирске школе постале су уобичајене у Кијевској Русији, које су оснивале и којима су управљале принцезе, племкиње и игуманије, а многе аристократске и свештеничке жене су се описмениле и образовале на грчком и латинском, философија и математика и неколико монахиња и игуманија запажених писаца.